# Mývatn
Mývatn és un llac eutròfic poc profund situat en una zona d'activitat volcànica al nord d'Islàndia, prop del volcà Krafla. El llac i els seus aiguamolls circumdants tenen un excepcionalment rica fauna d'aus aquàtiques, especialment ànecs. El llac va ser creat per una gran erupció de lava basàltica fa 2300 anys, i el paisatge circumdant està dominat per formacions volcàniques, incloent pilars de lava i respiradors desarrelats (Pseudocraters). L'efluent riu laxa és conegut per la seva rica pesca de la truita i del salmó.
El nom del llac (el Mý islandès ("mosquit") i vatn ("llac"), el llac dels mosquits el nom prové de la gran quantitat de mosquits que es troben allà a l'estiu.
El nom Mývatn s'utilitza de vegades no només pel llac, sinó el conjunt que envolta la zona habitada. El riu laxa, Llac Mývatn i els aiguamolls circumdants estan protegits com a reserva natural (l'Àrea de Conservació de la Naturalesa Mývatn-laxa, que ocupa 440.000 ha).
Des de l'any 2000, una marató al voltant del llac té lloc a l'estiu.

## Aus aquàtiques
El llac és alimentat per aigua de font rica en nutrients i té una gran abundància d'insectes aquàtics (Quironòmid) i Cladòcers que formen un subministrament d'aliments atractius per als ànecs. Tretze espècies d'ànecs nien aquí. La composició de les espècies d'ànec és únic a la barreja d'elements d'Euràsia i Amèrica del Nord i de les espècies boreals i àrtiques. La majoria dels ànecs són migratòries, arribant a finals d'abril - principis de maig del nord-oest d'Europa. El més abundant és el Morell de plomall, que va emigrar a Islàndia a finals del segle xix. El Morell buixot és la segona espècie d'ànec més comuna.
Altres espècies comunes inclouen el morell d'Islàndia, bec de serra mitjà, ànec xiulador, ànec griset, ànec collverd, Ànec negre, Ànec glacial i Xarxet comú. L'emanació riu laxa té una colònia densa d'ànecs arlequí i hi ha una gran colònia de Somateries a la desembocadura del riu a uns 50 km del llac Mývatn. El Morell d'Islàndia és especial per ser l'únic ànec neàrtic a la zona (i d'Islàndia en el seu conjunt). La seva població de prop de 2.000 aus es basa enterament en l'hàbitat proporcionada pel sistema d'aigua Mývatn-laxa i els seus camps de lava circumdants. La majoria de morell d'Islàndia, passen l'hivern allà, utilitzant àrees lliures de gel que es mantenen obertes per les fonts d'aigua (tant calenta com freda) i en la forta corrent del riu. Aquesta espècie és una que fa el niu en forats, a Amèrica del Nord fa ús d'arbres buits, però al Mývatn les aus utilitzen cavitats a la lava per la nidificació. Les altres espècies d'ànec nien en abundància en les nombroses illes del llac i els pantans circumdants.
Altres aus aquàtiques comuns inclouen el Cabussó orellut, escuraflascons becfí, Calàbria grossa, calàbria petita i Cigne cantaire.